# Terry McDermott
Pour le patineur de vitesse américain, voir Terry McDermott (patineur de vitesse).
Pour les articles homonymes, voir McDermott.
Terence « Terry » McDermott, né le 8 décembre 1951 à Kirkby (Merseyside) est un footballeur international anglais.
McDermott était milieu de terrain du grand Liverpool des années 1970-81. Son palmarès est impressionnant : il a gagné trois fois la Coupe d'Europe des Clubs Champions, une fois la Coupe de l'UEFA, cinq fois le championnat d'Angleterre et deux fois la Coupe de la Ligue anglaise.

## Biographie

### Carrière sportive

#### En clubs
Terry McDermott a joué avec les Reds entre 1974 et 1982 et a été sélectionné 25 fois en équipe d'Angleterre. À côté des Keegan, Toschak, Neal, Hughes, Dalglish, Souness, Clemence..., il a incarné la magnifique épopée du Liverpool des années 70-80 à une époque où les clubs anglais ne recrutaient pas hors des frontières du Royaume-Uni et de l'Irlande.
Terry McDermott était reconnaissable à sa moustache brune et à sa tignasse bouclée. Il avait un talent offensif au-dessus de la moyenne, il était capable de délivrer des passes décisives et d’inscrire des buts importants. Il pouvait compter  notamment sur une magnifique frappe de balle qui lui permettait de marquer de loin, en force ou en finesse. Il fut élu "joueur de l'année" du championnat d'Angleterre en 1980 par ses pairs et par la presse. Il reste associé à quelques buts mémorables. Un lob de vingt mètres tout en toucher de balle contre Everton (demi-finale de  Coupe d'Angleterre) fut élu "plus beau but de la saison" 1976-1977. En septembre 1978, il fut à la conclusion d'un but magnifique à Anfield Road contre Tottenham : une attaque qui remonta tout le terrain en trois passes et qui le vit reprendre de la tête un centre en première intention  de Steve Heighway. McDermott avait couru 70 mètres pour finir ce mouvement d'une rare limpidité : « Le plus beau but que j'ai jamais vu à Anfield » confiera Bob  Paisley, l'entraîneur de Liverpool. En 1979-80, un  autre de ses buts marqua les esprits. Il marqua encore contre Tottenham mais cette fois à White Hart Lane (toujours en Coupe d'Angleterre) : une frappe de balle dans un angle fermé depuis l'aile droite après qu'il s'est levé lui-même le ballon pour une sorte de reprise de volée magistrale. Autre exploit : un triplé en seize minutes lors de la Super Coupe d'Europe 1977 qui vit Liverpool écraser Hambourg 6-0 (c'était le grand retour de Kevin Keegan à Anfield Road après son transfert de l'été précédent).

#### En sélection nationale
Avec l'Équipe d'Angleterre, Terry McDermott  ne connut pas la même réussite qu'en club. Il participa aux phases de finale de l'Euro en 1980 et de la Coupe du Monde 1982. En 1980, il ne joua que deux matches de poule comme remplaçant (l'Angleterre fut éliminée à ce stade). En 1982, il ne joua pas une seule minute alors qu'il avait participé à tous les matches de qualification. Il ne joua donc pas un grand rôle dans le bon  parcours des Anglais (éliminés en deuxième phase sans perdre un match).

### Vie privée
Le 22 août 2021, Liverpool annonce que Terry McDermott souffre de démence ; ce dernier, alors âgé de 69 ans, déclare dans un communiqué du club qu'il est atteint des premiers stades de démence, à la suite de tests effectués à l'hôpital.

## Palmarès

### En club
- Vainqueur de la Supercoupe d'Europe en 1977 avec Liverpool FC
- Vainqueur de la Coupe d'Europe des Clubs Champions en 1977, en 1978 et en 1981 avec Liverpool FC
- Vainqueur de la Coupe de l'UEFA en 1976 avec Liverpool FC
- Champion du Champion d'Angleterre en 1976, en 1977, en 1979, en 1980 et en 1982 avec Liverpool FC
- Champion de Chypre en 1986 avec l'APOEL Nicosie
- Vainqueur de la Coupe de la Ligue en 1981 et en 1982 avec Liverpool FC
- Vainqueur du Charity Shield en 1976, en 1977, en 1979 et en 1980 avec Liverpool FC
- Finaliste de la Coupe Intercontinentale en 1981 avec Liverpool FC
- Vice-champion d'Angleterre en 1975 et en 1978 avec Liverpool FC
- Finaliste de la FA Cup en 1974 avec Newcastle United FC et en 1977 avec Liverpool FC

### EnÉquipe d'Angleterre
- 25 sélections et 3 buts entre 1977 et 1982
- Participation au Championnat d'Europe des Nations en 1980 (Premier Tour)
- Participation à la Coupe du Monde en 1982 (Deuxième Tour)

### Distinction individuelle
- Meilleur buteur de la Coupe d'Europe des Clubs Champions en 1981 (6 buts)